# Список сексуальных отклонений
Парафили́я — это нетипичный сексуальный интерес к объектам, ситуациям или людям. Американская психиатрическая ассоциация в своём Диагностическом и статистическом руководстве, пятое издание (DSM), проводит различие между парафилиями (которые она описывает как атипичные сексуальные интересы) и парафильными расстройствами (которые дополнительно требуют переживания дистресса в связи с эгодистоническим неприятием и отвержением интереса и/или нарушения функционирования и/или действия с несогласным лицом и/или причинения вреда себе или другим). Некоторые парафилии имеют более одного термина для их описания, и некоторые термины пересекаются с другими. Парафилии без перечисленных кодов DSM подпадают под DSM, коды ICD-9-CM 302.9,ICD-10-CM F65.9, «Парафилия БДУ (иначе не указанная)».
В своей книге о сексуальных патологиях 2008 года Анил Аггравал составил список из 547 терминов, описывающих парафильные сексуальные интересы. Однако он предупредил, что не все эти парафилии обязательно наблюдались в клинических условиях. Это может быть не потому, что их не существует, а потому, что они настолько безобидны, что никогда не доводились до сведения клиницистов. Подобно аллергии, сексуальное возбуждение может возникнуть от всего, что находится под солнцем, включая солнце.
Большинство следующих названий парафилий, построенных в девятнадцатом и особенно двадцатом веках от греческих и латинских корней (см. Список медицинских корней, суффиксов и префиксов), используется только в медицинском контексте.

## Парафилии

### А
| Парафилия                | Фокус эротического интереса |
| ------------------------ | --- |
| Абазиофилия              | Люди с ограниченной подвижностью |
| Акротомофилия            | Люди с ампутациями |
| Адипофилия               | Люди с избыточным весом или ожирением |
| Агалматофилия            | Статуи, манекены и неподвижность |
| Альголагния              | Боль, особенно затрагивающая эрогенную зону; отличается от мазохизма тем, что имеет место биологически иная интерпретация интенсивного ощущения, а не субъективная интерпретация |
| Андромиметофилия         | Транс-мужчины |
| Анилилагния              | Влечение молодых мужчин к женщинам старшего возраста |
| Антропофаголагния        | Изнасилование, а затем каннибализация другого человека |
| Антропофагия             | Поедание человеческой плоти |
| Апотемнофилия            | Фантазии ампутации, расчленений, отрубаний собственных здоровых частей тела и гениталий                                                                                          |
| Асфиксиофилия            | Удушение |
| Аутогонистофилия         | Быть на сцене или перед камерой |
| Аутассасинофилия         | Ситуации с риском быть убитым |
| Аутоэротическая асфиксия | Самоиндуцированная асфиксия, иногда вплоть до потери сознания |
| Аутогинефилия            | Спорный термин, предназначенный для обозначения сексуального возбуждения биологического мужчины в ответ на представление о себе как о женщине.                                   |
| Аутоандрофилия           | Спорный термин, предназначенный для обозначения сексуального возбуждения биологической женщины в ответ на представление о себе как о мужчине.                                    |
| Аутогемофетишизм         | Кровотечение (не связанное с проглатыванием крови). Тип гематолагнии. |
| Аутонепиофилия           | Образ себя в образе младенца. |
| Автопедофилия            | Образ себя в образе ребёнка. |
| Аутоплюшофилия           | Образ самого себя в виде плюшевой игрушки. |
| Аквафилия                | Сексуальный фетиш, в котором люди плавают, позируют или даже тонут в воде. |
| Автовампиризм/вампиризм  | Образ себя в образе вампира. Включает проглатывание или наблюдение за собственной кровью.                                                                                        |
| Автозоофилия             | Образ себя в образе животного. |

### Б
| Парафилия              | Фокус эротического интереса |
| ---------------------- | --------------------------- |
| Биастофилия/раптофилия | Изнасилование человека.     |

### В
| Парафилия               | Фокус эротического интереса |
| ----------------------- | --- |
| Влечение к инвалидности | Люди с инвалидностью. |
| Вуайеризм               | Наблюдение за обнажёнными людьми или людьми, занимающимися сексом, как правило, без их ведома; также известный как скопофилия или скоптофилия. |
| Ворарефилия             | Идея одного человека или существа, поедающего или съеденного другим; обычно проглатывается целиком, одним куском; также известный как вор.     |

### Г
| Парафилия                           | Фокус эротического интереса                                                                 |
| ----------------------------------- | ------------------------------------------------------------------------------------------- |
| Геронтофилия                        | Партнёры намного старше (как минимум, годящиеся в отцы или матери).                         |
| Гинандроморфофилия, Гинемиметофилия | Трансгендерные женщины.                                                                     |
| Гематолагния                        | Пить или смотреть на кровь.                                                                 |
| Гетерофилия                         | Идеализация гетеросексуальности и/или гетеросексуальных людей, особенно негетеросексуалами. |
| Гоплофилия                          | Огнестрельное оружие, пистолеты.                                                            |
| Гибристофилия                       | Преступники, особенно те, кто совершил жестокие и/или возмутительные преступления.          |

### Д
| Парафилия   | Фокус эротического интереса |
| ----------- | --------------------------- |
| Дакрифилия  | Слёзы или плач.             |
| Дендрофилия | Деревья.                    |

### З
| Парафилия | Фокус эротического интереса                                |
| --------- | ---------------------------------------------------------- |
| Зоофилия  | Влечение к нечеловекоподобным животным.                    |
| Зоосадизм | Причинение боли животным или наблюдение за болью животных. |

### И
| Парафилия    | Фокус эротического интереса                                                                                         |
| ------------ | --- |
| Инфантофилия | Педофилия с ориентацией на детей до пяти лет; недавно предложенный термин, который не является общеупотребительным. |

### К
| Парафилия   | Фокус эротического интереса                                                                                 |
| ----------- | --- |
| Клептофилия | Воровство; также известный как клептолагния.                                                                |
| Клизмафилия | Клизмы, возбуждение и удовольствие от получения, введения или того и другого.                               |
| Копрофилия  | Фекалии; также известный как скат, скатофилия или фекофилия. Наблюдение за процессом испражнения, потугами. |
| Коулрофилия | Клоуны. |
| Крурофилия  | Ноги. |
| Куколдизм   | Неверность.                                                                                                 |
| Капнолангия | Курение, иногда его последствия (кашель, хрипота, рак и т. д.).                                             |

### Л
| Парафилия    | Фокус эротического интереса      |
| ------------ | -------------------------------- |
| Лактофилия   | Грудное молоко.                  |
| Ликвидофилия | Погружение гениталий в жидкости. |

### М
| Парафилия                           | Фокус эротического интереса                                                                            |
| ----------------------------------- | --- |
| Макрофилия                          | Гигантские существа; воображаемый рост существ.                                                        |
| Масшалагния                         | Подмышки.                                                                                              |
| Мазофилия                           | Женская грудь                                                                                          |
| Мазохизм (сексуальный)              | Страдание или унижение; избиение, связывание или иное насилие.                                         |
| Майезиофилия                        | Беременные женщины.                                                                                    |
| Механофилия                         | Автомобили или другие машины; также «мехафилия».                                                       |
| Мелолагния                          | Музыка.                                                                                                |
| Менофилия                           | Менструация.                                                                                           |
| Метрофилия                          | Поэзия.                                                                                                |
| Микрофилия                          | Уменьшенные существа; воображаемое уменьшение существ.                                                 |
| Морфофилия                          | Особые формы или размеры тела.                                                                         |
| Мукофилия                           | Слизь.                                                                                                 |
| Мисофилия                           | Грязь, испачканные или разлагающиеся вещи.                                                             |
| Мокрый и грязный фетишизм/WAM-фетиш | Грязные ситуации, в том числе, но не ограничиваясь этим, попадание в пятна, слизь или покрытие грязью. |

### Н
| Парафилия    | Фокус эротического интереса |
| ------------ | --------------------------- |
| Нарратофилия | Нецензурные слова.          |
| Назофилия    | Носы.                       |
| Некрофилия   | Трупы.                      |

### О
| Парафилия     | Фокус эротического интереса |
| ------------- | --- |
| Объектофилия  | Конкретные неодушевлённые предметы. |
| Окулофилия    | Глаза и действия, непосредственно связанные с глазами и/или связанные с ними. Вуайеризм не соответствует классификации этого термина.                                                            |
| Одакселагния  | Укусить или быть укушенным. |
| Ольфактофилия | Запахи и ароматы (особенно неприятные), исходящие от тела, особенно от половых органов и/или от противоположного пола (например, от неприятного запаха изо рта, мочи, кала, метеоризма и т. д.). |
| Омораси       | Возбуждение от полного мочевого пузыря у себя/у кого-то другого и/или обмочение самого себя и/или лицезрение того, как кто-то мочится под себя.                                                  |

### П
| Парафилия               | Фокус эротического интереса |
| ----------------------- | --- |
| Парафильный инфантилизм | Одевание в ребёнка и/или когда с тобой обращаются как с ребёнком, также известное как аутонепиофилия или «синдром взрослого ребёнка»; значительное совпадение с пелёночным фетишизмом. |
| Партиализм              | Определённые, негенитальные части тела. |
| Педофилия               | Дети допубертатного возраста |
| Пеодейктофилия          | Обнажение полового члена. |
| Педовестизм             | Одеваться как ребёнок. |
| Подофилия               | Ноги. |
| Пиктофилия              | Порнография или эротическое искусство. |
| Пикеризм                | Прокалывание плоти другого человека, чаще всего путём нанесения ударов или порезов острыми предметами.                                                                                 |
| Плюшофилия              | Плюшевые игрушки. |
| Пигофилия               | Ягодицы. |
| Пирофилия               | Огонь. |
| Пупочный фетишизм       | Пупок |

### Р
| Парафилия | Фокус эротического интереса |
| --------- | --------------------------- |
| Робофилия | Человекоподобные роботы     |

### С
| Парафилия            | Фокус эротического интереса                                              |
| -------------------- | ------------------------------------------------------------------------ |
| Салирофилия          | Загрязнение других                                                       |
| Сексуальный фетишизм | Неживые объекты                                                          |
| Сексуальный садизм   | Причинение боли другим                                                   |
| Обувной фетишизм     | Обувь, особенно на высоком каблуке                                       |
| Сомнофилия           | Спящие или потерявшие сознание люди                                      |
| Софофилия            | Обучение                                                                 |
| Стенолагния          | Мышцы и проявления силы                                                  |
| Стигматофилия        | Пирсинг и татуировки                                                     |
| Симфорофилия         | Свидетельство или инсценировка бедствий, таких как автомобильные аварии. |

### Т
| Парафилия                | Фокус эротического интереса |
| ------------------------ | --- |
| Тератофилия              | Уродливые или чудовищные люди. Термин также иногда используется в более буквальном смысле (от древнегреческого τέρας, teras, что означает «монстр») для влечения к чудовищным мифическим и вымышленным существам, таким как оборотни. |
| Тушеризм                 | Прикосновение рукой к ничего не подозревающему, несогласному человеку. |
| Токсофилия               | Стрельба из лука |
| Трансвеститский фетишизм | Повторяющееся и интенсивное сексуальное возбуждение от переодевания в одежду другого пола, которое вызывает клинически значимый дистресс или нарушение.                                                                               |
| Трансвестофилия          | Сексуальный партнёр, переодетый в одежду другого пола. |
| Трихофилия               | Волосы |
| Тройлизм                 | Наблюдение за своим партнёром, занимающимся сексом с другим человеком. |
| Телефонная скатология    | Непристойные телефонные звонки, особенно незнакомым людям; также известная как телефоникофилия и скатофилия. |

### У
| Парафилия | Фокус эротического интереса |
| --------- | --- |
| Уролагния | Мочеиспускание, особенно в общественных местах, на других и/или ощущать мочеиспускание другого на себе. Также упоминается как «водные виды спорта». |

### Ф
| Парафилия             | Фокус эротического интереса |
| --------------------- | --- |
| Форарефилия           | Идея одного человека или существа, поедающего или съеденного другим; обычно проглатывается целиком, одним куском; также известный как вор. |
| Фетиш на крылья       | Крылья, крылатые персонажи, получение крыльев, обычно крыльев птиц или ангелов.                                                            |
| Фиктофилия            | Вымышленный персонаж. |
| Формикофилия          | Ощущение ползающих по себе насекомых. |
| Фoрнифилия            | Превращение человека в предмет мебели |
| Фроттеризм            | Трение о несогласного человека |
| Фетиш на подгузники   | подгузники; значительное совпадение с парафильным инфантилизмом                                                                            |
| Фетиш физической силы | Наблюдение за тренировками, физическими упражнениями; напряжение ступней ног или ладоней рук;                                              |
| Фетиш моральной силы  | Наблюдение за молитвами, аутотренингом, самовнушением, медитацией, обрядами и т. п.                                                        |

### Х
| Парафилия        | Фокус эротического интереса                           |
| ---------------- | ----------------------------------------------------- |
| Хирофилия        | Руки                                                  |
| Хремастистофилия | Быть ограбленным или задержанным                      |
| Хронофилия       | Партнёры с большой разницей хронологического возраста |

### Э
| Парафилия            | Фокус эротического интереса                                               |
| -------------------- | ------------------------------------------------------------------------- |
| Эметофилия           | Рвота                                                                     |
| Эпроктофилия         | Метеоризм                                                                 |
| Эротическая асфиксия | Асфиксия себя или других                                                  |
| Эротофонофилия       | Убийство, часто незнакомых людей (также известное как дакнолагномания).   |
| Эксгибиционизм       | Демонстрация своих гениталий ничего не подозревающим и несогласным людям. |